# 96ª Brigata ricognizione "Nižnij Novgorod"
La 96ª Brigata autonoma ricognizione "Nižnij Novgorod" (in russo 96-я отдельная Нижегородская бригада разведки?, 90-ja otdel'naja Nižegorodskaja brigada raevedki, unità militare 52634) è un'unità delle Forze terrestri russe, subordinata alla 1ª Armata corazzata delle guardie del Distretto militare di Mosca e con base a Nižnij Novgorod.

## Storia
L'unità è sta costituita il 26 dicembre 2015 a Sormovo, distretto cittadino di Nižnij Novgorod, nell'allora Distretto militare occidentale (ZVO). Il primo comandante della brigata è stato il tenente colonnello Aleksej Talalaev.
La brigata è stata dispiegata in Siria e ha partecipato alla battaglia di Palmira nel marzo 2016, dove almeno un soldato dell'unità è morto.
Durante l'invasione russa dell'Ucraina la brigata fu una delle prime unità ad iniziare l'occupazione come parte della 1ª Armata corazzata delle guardie. Nei primi giorni delle ostilità sono apparsi filmati dei veicoli Typhoon-K e Iveco LMV abbandonati con i segni distintivi della 96ª Brigata ricognizione. Nel marzo 2022 l'unità è stata respinta dalla 93ª Brigata meccanizzata ucraina negli scontri per le città di Ochtyrka e Trostjanec' nell'oblast' di Sumy, accusando perdite tra cui il comandante di una compagnia ricognizione, maggiore Pavel Nazarov.
Nel giugno 2023 il comandante della brigata, colonnello Maksim Charlamov, è stato ucciso in azione dopo essere stato ferito da colpi di mortaio controcarri.
Con lo scioglimento dello ZVO nel marzo 2024 la brigata è stata assegnata al ripristinato Distretto militare di Mosca. Per decreto presidenziale la brigata ha ottenuto il titolo onorifico di "Nižnij Novgorod" il 16 dicembre 2024 per "l'eroismo di massa e il coraggio, la forza d'animo e la grinta dimostrati dal personale dell'unità nelle operazioni di combattimento per la protezione della Patria e degli interessi dello Stato nei conflitti armati".

## Struttura
- Comando di brigata
- Battaglione ricognizione
- Battaglione ricognizione elettronica
- Battaglione controllo
- Compagnia manutenzione
- Compagnia logistica
- Distaccamento guerra psicologica
- Plotone ricognizione NBC

## Comandanti
- Aleksej Talalaev (2015 - 201?)
- Colonnello Valerij Vdovičenko[9]
- Colonnello Evgenij Čincov (? - 2022)[10]
- Colonnello Maksim Charlamov (2022 - giugno 2023) †

## Simboli
Lo stemma della brigata consiste nel simbolo del Distretto militare occidentale, una fortezza a stella con in centro un'ancora ammiragliato e un grappino per i fiumi incrociate con uno scettro, ripreso dal simbolo e bandiera della città di San Pietroburgo. La fortezza è essa stessa incrociata da due cannocchiali, simbolo della ricognizione militare, e da una freccia.